# Amiternum

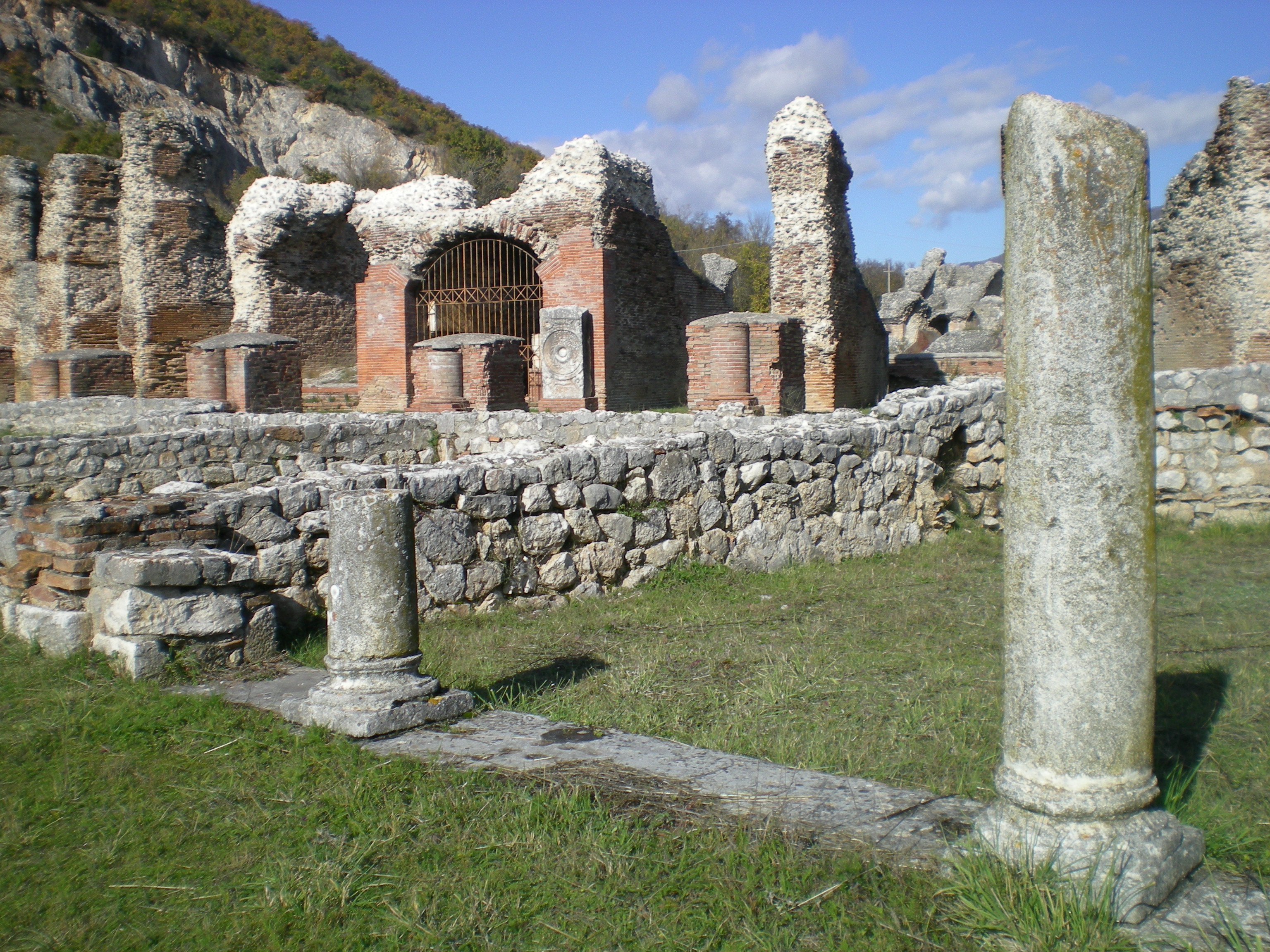

Amiternum fue una antigua ciudad itálica de los Abruzos fundada por la tribu de los sabinos. Las ruinas de esta ciudad se encuentran a 9 km de L'Aquila. Su nombre deriva del río Aterno.

## Datos históricos
Una de las primeras referencias históricas de Amiternum se encuentra en la Eneida. Al fin de las guerras samnitas, los romanos conquistaron la ciudad (293 a. C.) Más tarde, cuando le fue concedido a los sabinos el plenum ius civitates, es decir el derecho a la ciudadanía romana, también Amiternum fue incluida, se mantuvo poco tiempo como praefectura (prefectura) y después llegó a ser municipium optimo iure (municipio por derecho) y fue adscrita a la Tribu Quirina. Bajo el dominio romano fue una importante centro urbano con decenas de miles de habitantes por ser un importante cruce de caminos. Se encontraba situada a lo largo de la Vía Cecilia que llegaba hasta Hatria. De la ciudad partían la Vía Claudia Nova y dos brazos de la Vía Salaria. Durante el período imperial, en los tiempos de Augusto, Amiternum se incluyó en la región cuarta (Samnium), y durante Diocleciano, en la Provincia Valeria y fue gobernada por un praeses o presidente.
Por los impresionantes restos de construcciones romanas que se encuentran en la localidad (el teatro y el anfiteatro con capacidad para 6 mil personas), se intuye que Amiternum vivió un período de esplendor destacado, pero no existen muchas fuentes históricas para seguir la traza de su historia. Lo único que se sabe es que Amiternum fue una Sede Episcopal que debió tener cierta relevancia durante el primer milenio d. C.
En 962 fue donada por Otón I a la Santa Sede y en 1069, Ludovico, el obispo de Amiternum asiste al concilio convocado por Alejandro II. Más tarde, en 1257, Alejandro IV la une a la diócesis de Rieti.

## Obispos de Amiternum
- San Vittorino Mártir (época paleocristiana),
- Castorio (citado por Gregorio Magno s. VI),
- San Ceteo, martirizado por los Lombardos de Ambone (s. VI),
- Leoncio, hermano del papa Esteban III (s. VIII),
- Ceso, que hospedó al papa Juan XII y al emperador Otón I (siglo X),
- Raniero, alabado por el papa Alejandro II (s. XI),
- Bernardo de Padua, obispo desde 1252.

## Personajes célebres de Amiternum
- Apio Claudio el Censor, figura de la guerra samnita que construyó la Vía Apia en 312 a. C.
- Salustio, historiador nacido en 86 a. C.
- Poncio Pilato el famoso prefecto de Judea que procesó a Jesucristo en el s. I.

## Restos Arqueológicos
- Existe en la localidad los restos de un Anfiteatro del siglo I d. C. con capacidad para 6000 personas.
- Hay un teatro de edad augustea de 80 m de diámetro y capacidad para 2 mil personas,
- una Villa de edad imperial tardía con mosaicos y frescos,
- restos de termas, y un acueducto (de edad augusta),
- epígrafes, esculturas y restos arquitectónicos de época romana dispersos en el área.
- Existen también unas catacumbas paleocristanas en el sótano de la Iglesia de San Miguel Arcángel (a 8 km de L'Aquila).

## San Vittorino
Actualmente la localidad de Amiternum es parte de la fracción de L'Aquila llamada San Vittorino.